# Andrzej Szajna
Andrzej Szajna (Breslavia, Polonia, 30 de septiembre de 1949-22 de enero de 2024) fue un gimnasta artístico polaco, especialista en los ejercicios de anillas y barra horizontal con los que llegó a ser medallista de bronce mundial en 1974.

## Carrera deportiva
En el Mundial celebrado en Varna (Bulgaria) en 1974 gana el bronce en las anillas —tras el rumanao Danut Grecu y el soviético Nikolai Andrianov, ambos empatados con el oro— y también el bronce en barra fija, tras los alemanes Eberhard Gienger y Wolfgang Thüne y empatado con el japonés Eizo Kenmotsu.